# Michael Makar
Michael Makar (ur. 6 lutego 1973 w Anchorage) – amerykański narciarz alpejski, złoty medalista mistrzostw świata juniorów.

## Kariera
Po raz pierwszy na arenie międzynarodowej Michael Makar pojawił się w 1992 roku, startując na mistrzostwach świata juniorów w Mariborze. Zwyciężył tam w zjeździe, wyprzedzając bezpośrednio Austriaka Josefa Strobla i Niemca Wolfganga Riedera. Na tej samej imprezie zajął także 21. miejsce w supergigancie. W zawodach Pucharu Świata zadebiutował 20 stycznia 1995 roku w Wengen, zajmując 58. miejsce w zjeździe. Mimo wielokrotnych starów w zawodach tego cyklu nigdy nie zdobył punktów. Nie startował na igrzyskach olimpijskich ani mistrzostwach świata.

## Osiągnięcia

### Mistrzostwa świata juniorów
| Miejsce | Dzień     | Rok  | Miejscowość | Konkurencja | Czas biegu  | Strata  | Zwycięzca      |
| ------- | --------- | ---- | ----------- | ----------- | ----------- | ------- | -------------- |
| 1.      | 25 lutego | 1992 | Maribor     | Zjazd       | 1:19,48 min | -       | -              |
| 21.     | 26 lutego | 1992 | Maribor     | Supergigant | 1:08,11 min | +1,86 s | Tobias Hellman |

### Puchar Świata

#### Miejsca w klasyfikacji generalnej
- sezon 1994/1995: -
- sezon 1995/1996: -
- sezon 1996/1997: -

#### Miejsca na podium
Makar nie stawał na podium zawodów PŚ.